# Ридный, Николай Александрович
Николай Александрович Ридный (укр. Микола Олександрович Рідний; 1985, Харьков) — украинский художник и кино-режиссёр, один из основателей арт-группы «SOSка».

## Биография
Родился в 1985 году в Харькове. В 2008 году окончил Харьковскую Государственную Академию дизайна и искусств.
Совместно с молодыми художниками Анной Кривенцовой, Беллой Логачёвой и Еленой Полященко открыл в 2005 году в Харькове галерею-лабораторию «SOSка», захватив одноэтажный дом в центре Харькова и устроив в нём нечто, подобное арт-сквоту.
В том же году была создана художественная группа SOSка, в которую, кроме Ридного, вошли Анна Кривенцова и Сергей Попов. В 2009 году группа SOSка выступила кураторами международной выставки «Новая история» в Харьковском художественном музее. Выставка была цензурирована и закрыта единоличным решением директора музея Валентины Мызгиной.
Ридный дважды участвовал в украинском павильоне на Венецианской биеннале: в проекте «Памятник памятнику» (2013) и «Надежда» (2015). В 2015 он также был участником основного проекта Венецианской биеннале «All the World’s Futures» (куратор — Оквуи Энвезор).
С 2016 года Ридный начинает снимать кино. Его фильмы были показаны на кинофестивалях: DocudaysUA (2017), Одесский международный кинофестиваль (2017), Kasseler Doc Fest (2018), DokumentArt (2018) и других.
C 2017 входит в состав редакции онлайн-издания Prostory, где публикует тексты об искусстве и обществе.

## Работы находятся в собраниях
- Пинакотека современности, Мюнхен.
- Музей современного искусства, Варшава.
- Музей Людвига, Будапешт.
- V-A-C foundation, Москва.
- Музей современного искусства (Пермь)
- Stella Art foundation, Москва.

## Персональные выставки
- 2007 — «Игры патриотов \ Украинская готика» (совм. с Борисом Михайловым). Галерея Коллекция, Киев[11].
- 2012 — «Labor Circle», ЦСИ Уяздовский Замок (project room), Варшава[12].
- 2014 — «Убежище», Центр визуальной культуры, Киев[13].
- 2016 — «Под подозрением», галерея Edel Assanti, Лондон[14].
- 2016 — «Прогноз погоды на вчера», Blockhaus DY10, Нант[15].
- 2018 — «Лицом к стене», галерея Лабиринт, Люблин[16].
- 2019 — «Волк в мешке», галерея Арсенал, Бялосток[17].

## Фильмография
- 2016 — «Серые кони».
- 2017 — «НЕТ! НЕТ! НЕТ!»[18].

## Семья
- Ридный, Александр Николаевич — отец, украинский скульптор, Заслуженный деятель искусств Украины[19].